# Rafael García Bringas
Leandro Rafael García Bringas (Coatzacoalcos, Veracruz; 24 de noviembre de 1951) es un político y médico cirujano oftalmólogo mexicano, miembro del Partido Revolucionario Institucional. Se ha desempeñado como Presidente Municipal de Coatzacoalcos, diputado federal y diputado local del estado de Veracruz. Actualmente,[¿cuándo?] es candidato de unidad a diputado federal del XI Distrito Electoral Federal de Veracruz por el Partido Revolucionario Institucional.

## Datos personales
Originario de la ciudad de Coatzacoalcos, en el estado de Veracruz, Rafael García Bringas es hijo de Leandro García Alor y la poetisa Oralia Bringas de García “María Fernanda”. Es cónyuge de Ivette Carrillo, con quien procreó a Ivette y Rafael García Carrillo.

## Formación profesional
Realizó sus estudios de educación primaria en la escuela primaria Tomasa Valdez de Alemán, siguiendo su educación media y media superior en la escuela General Miguel Alemán González de su natal Coatzacoalcos. Posteriormente, cursó la licenciatura en Médico Cirujano de la Facultad de Medicina de la Universidad Veracruzana, con un internado de posgrado en el hospital del departamento del Distrito Federal.
Hizo su maestría en Cirugía de Cataratas del Bascom Palmer Eye Institute en Miami, así como un posgrado en Oftalmología en la Escuela Superior de Oftalmología del Instituto Barraquer de América en Bogotá

## Carrera profesional
Como médico, dirige la Clínica Oftalmológica “Dr. Rafael García Bringas”, la cual fundó. Además, fue fundador del Banco de Ojos en Coatzacoalcos y de Alianza porteña de Coatzacoalcos, A.C., una asociación que brinda apoyo médico, legal y patrimonial a ciudadanos del puerto de Coatzacoalcos. De la misma forma, fue titular del servicio de oftalmología en la Clínica del ISSSTE Coatzacoalcos y coordinador del programa de “Cirugía Ambulatoria en tu Colonia”.
Es miembro de la Sociedad Mexicana de Lentes Intraoculares y Queratorefractiva, la Sociedad Panamericana de Patología Ocular y la Sociedad Americana de Oftalmología y Optometría.

### Alianza porteña de Coatzacoalcos, A.C.
Proyecto iniciado en el año 2001, siendo desde entonces elegido presidente honorario Rafael García Bringas. Esta asociación, registrada legalmente en marzo del 2008, tiene como objeto el dirigir, coordinar y ejecutar políticas, planes y proyectos de beneficio social, tanto en materia de infraestructura, como de desarrollo social.
A través de los programas de Alianza porteña como "Despensa humanitaria" y "Todos unidos en acción", se han instalado centros acopio para apoyar en momentos de desastres naturales, además de celebrar fiestas de XV años comunitarias para cientos de jóvenes porteñas por medio de su programa "Debutantes".
Otros programas como "Médicos en acción" y "Brigadas Ver Salud" incluyen apoyos médicos y legales a sectores vulnerables.

## Trayectoria política
- En el periodo comprendido entre 1992 y 1994, se desempeñó como Presidente Municipal del municipio de Coatzacoalcos.[6]

- Del 2009 al 2012, sirvió como diputado a la LXI Legislatura del Congreso de la Unión de México, representando al XI Distrito Electoral Federal de Veracruz.[7]

- A partir del año 2013 y hasta principios de 2015, ejerció el cargo de diputado local en el congreso del Estado de Veracruz,[8] en el cual fue presidente de la Comisión Permanente de Salud y Asistencia.[9]